# 20038 Arasaki
20038 Arasaki este o planetă minoră (asteroid), cu un diametru de 23,979 km, din centura de asteroizi. A fost descoperită pe 26 octombrie 1992 la Kitami Observatory⁠(d) de Kin Endate. 
Obiectul prezintă o orbită caracterizată de o semiaxă mare de 3,9864853 UAi, o excentricitate de 0,24, o înclinație de 19,55729 ° în raport cu ecliptica.